# パワー オブ ザ ハイアード
『パワー オブ ザ ハイアード』 (Power of the Hired) は、1994年12月22日にメサイヤ（日本コンピュータシステム）から発売されたスーパーファミコン用シミュレーションロールプレイングゲーム。
全18章仕立ての戦略シミュレーションゲーム。魔獣を呼び寄せる事によって、その魔獣から魔力を借り、普通では唱えることの出来ない魔法が唱えられる「ハイアードシステム(傏兵)」が導入されている。傏兵ならぬ傏魔獣は戦闘に活躍するだけではなく、主要キャラの横に配置する事で主要キャラは魔法を使えるようになる。また、魔獣使いが死亡するとゲームオーバーとなる。
開発は日本コンピュータシステムが行い、プロデューサーはスーパーファミコン用ソフト『改造町人シュビビンマン零』（1997年）を手掛けた薮崎久也、プログラムはスクウェアのスーパーファミコン用ソフト『FRONT MISSION』（1995年）を手掛けた松沢高広、音楽はゲームプラン21のスーパーファミコン用ソフト『46億年物語 はるかなるエデンへ』（1992年）を手掛けたメンバーが担当している。

## ストーリー
自分の力を試したくて村を出たネイナの兄アレフが突然ガナテア軍の一員となってしまった。

## 登場人物
ネイナ
本作の主人公の心優しい少女。2年前に失踪した兄の行方を追うために、独り故郷を旅立つ決意をする。魔獣使いにしてアレフの妹。
アレフ
ネイナの兄。前半で魔獣使いの住む村を出た後、悪の帝国の手先となり、皇帝の命令を冷酷に実行している敵となるが、後半でネイナの仲間になる。
ディーノ
気は優しくて力持ちの魔獣使い。語尾に「～でぶぅ」を付ける癖がある。
リム
ネイナの幼馴染。アレフに想いがあり一緒に旅立つ女の子。帝国の行為に疑問を抱いている。
グノシス
本作のラストボス。ガナテア帝国の皇帝。伝説の魔獣アルバラータを復活させて世界を滅ぼそうとする。

## スタッフ
- 企画：百瀬成寿
- メイン・プログラム：松沢高広
- プログラム：百瀬成寿、小泉敬資、かつたにゆ～や
- メイン・グラフィック：ヴァス男
- グラフィック：佐藤博司、小沢努、関友己、神宮孝行
- デザイン：藤岡勝利、長谷川努
- 原画：関友己
- 音楽：天現寺広尾 (CUBE)、窪寺義明 (CUBE)、藤岡央 (CUBE)、曳地正則 (CUBE)、遠藤智博 (CUBE)
- プロモーション：小森俊幸、寺田浩一朗、佐藤弘明
- マニュアル：難波武
- スペシャル・サンクス：鈴木英夫、樋口幸広、佐藤光、島尻雅人、メサイヤのみなさん
- 助っ人：かにお、もひもひ、まさ鈴木
- プロデューサー：薮崎久也
- エグゼクティブ・プロデューサー：渋谷実夫

## 評価
ゲーム誌『ファミコン通信』の「クロスレビュー」では7・6・7・5の合計25点（満40点）、『ファミリーコンピュータMagazine』の読者投票による「ゲーム通信簿」での評価は以下の通りとなっており、17.1点（満30点）となっている。
| 項目 | キャラクタ | 音楽 | お買得度 | 操作性 | 熱中度 | オリジナリティ | 総合 |
| 得点 | 2.9        | 2.9  | 2.9      | 2.8    | 2.9    | 2.9            | 17.1 |